# Лоллий Басс
Ло́ллий Басс (лат. Lollius Bassus, др.-греч. Λόλλιος Βάσσος; I век) — античный поэт-эпиграмматист. Имя поэта — римское, но стихи он писал по-гречески. В Палатинской антологии сохранилось около десятка его эпиграмм; в примечании к одной из них (AP XI, 72) автор назван жителем Смирны. Среди стихотворений Лоллия — эпитафия (AP VII, 391) на смерть Германика (19 год н. э.).